# Bicycle (RM의 노래)
Bicycle은 대한민국의 보이 그룹 방탄소년단의 멤버 RM의 싱글이다.